# Cỏ mực
Cỏ mực, cỏ nhọ nồi hay hàn liên thảo (danh pháp khoa học: Eclipta prostrata) là một loài thực vật thuộc họ Cúc (Asteraceae).

## Phân bố
Loài này mọc phổ biến ở những nơi ẩm ướt, từ khu vực ôn đới ấm đến nhiệt đới trên toàn thế giới. Theo Barkley et al. (2006) thì nó được cho là có nguồn gốc tại châu Mỹ nhưng đã du nhập rộng khắp vào miền nam châu Âu, châu Phi, miền nam châu Á và Australasia.

## Mô tả
Nó có hình trụ, rễ màu xám. Cỏ mực mọc thẳng đứng có thể cao tới 80 cm, thân có lông cứng. Lá mọc đối có lông 2 mặt, dài 2 – 8 cm, rộng 5 - 15mm. Cụm hoa hình đầu màu trắng ở kẽ lá hoặc đầu cành, lá bắc thon dài 5 - 6mm, cũng có lông.  Các đầu hoa đơn độc có đường kính 6–8 mm, với các bông hoa màu trắng. Quả bế 3 cạnh, hoặc dẹt, có cánh, dài 3mm, rộng 1,5mm, đầu cụt, mọc hoang khắp nơi ở nước ta. Gọi là cây cỏ mực vì khi vò nát có nước chảy ra như mực đen.

## Sử dụng
Theo y học cổ truyền, cỏ mực có vị ngọt, chua, vào 2 kinh Can và Thận; có tác dụng bổ thận âm, lương huyết (mát huyết), chỉ huyết (cầm máu), thanh can nhiệt, làm đen râu tóc,...Trong dân gian thường dùng cỏ mực giã vắt lấy nước để uống cầm máu trong rong kinh, trĩ ra máu, chảy máu cam... 
Loài này có công dụng truyền thống ở Ayurveda. Ở Ấn Độ, nó được gọi là bhangra hoặc bhringaraj. Sài đất được biết đến với những cái tên giống nhau, vì vậy hoa trắng E. alba được gọi là bhangra trắng và hoa vàng W. calendulacea được gọi là bhangra vàng.
Ở Đông Nam Á, toàn cây khô được dùng trong y học cổ truyền, mặc dù không có nghiên cứu lâm sàng chất lượng cao nào chỉ ra rằng những cách sử dụng trên có tác dụng.
Nó có thể được dùng để chữa chảy máu bên trong và bên ngoài, rong kinh, băng huyết, chảy máu cam, trĩ, đại tiểu tiện ra máu, nôn và ho ra máu, chảy máu dưới da; còn chữa ban sởi, ho, hen, viêm họng, bỏng, nấm da, tưa lưỡi. Ngày 12-20 g cây khô sắc hoặc 30-50 g cây tươi ép nước uống.
CHỮA SUY THẬN (DÙNG TƯƠI HẤP ĐỂ ĂN)
Dùng ngoài để cầm máu và trị những bệnh ghẻ lác. Cây cỏ mực cũng còn được sử dụng để xăm mình. Ngoài những tác dụng trên, cây cỏ mực còn được dùng để trị bệnh viêm xoang rất hiệu quả.

## Hóa thực vật
Eclipta prostrata chứa nhiều hợp chất hóa thực vật, chẳng hạn như coumestan, peptide, polyacetylene, dẫn xuất thiophene, steroid, sterol, triterpene và flavonoid.

## Hình ảnh

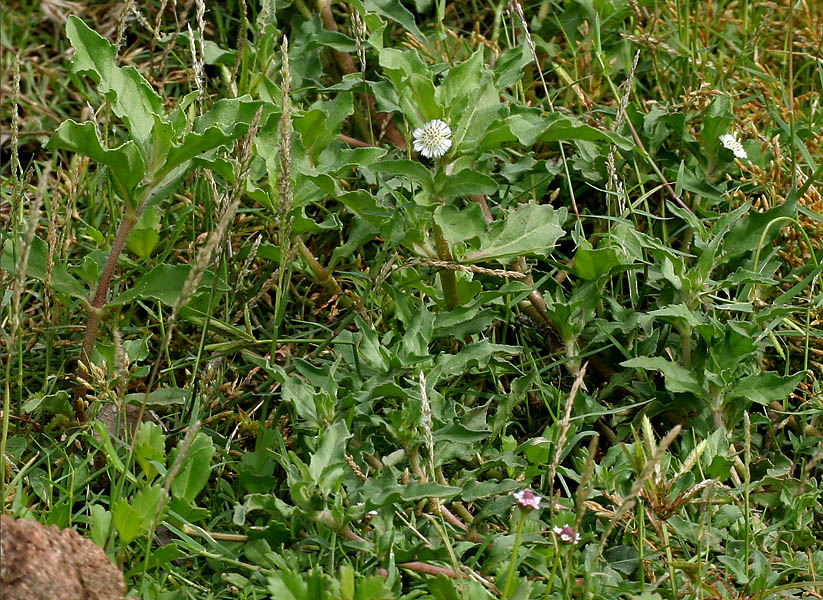
Cỏ nhọ nồi ở Andhra Pradesh, Ấn Độ.
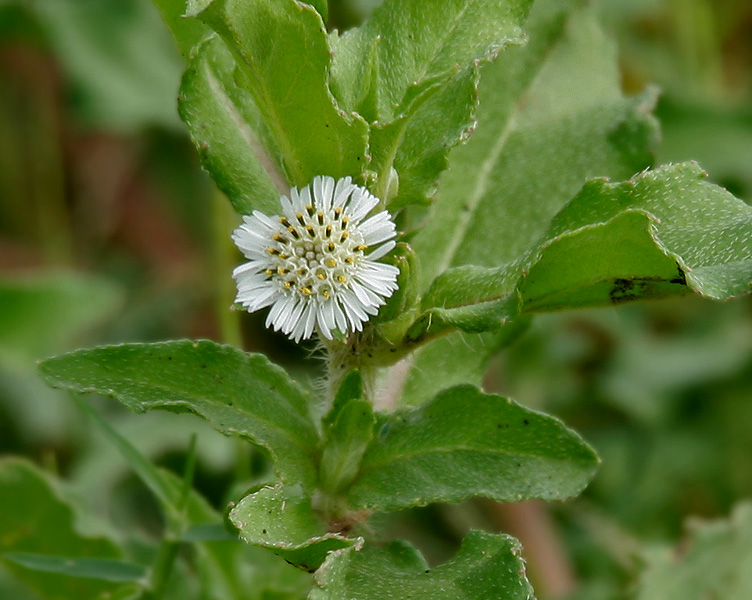
Cỏ nhọ nồi ở Andhra Pradesh, Ấn Độ.
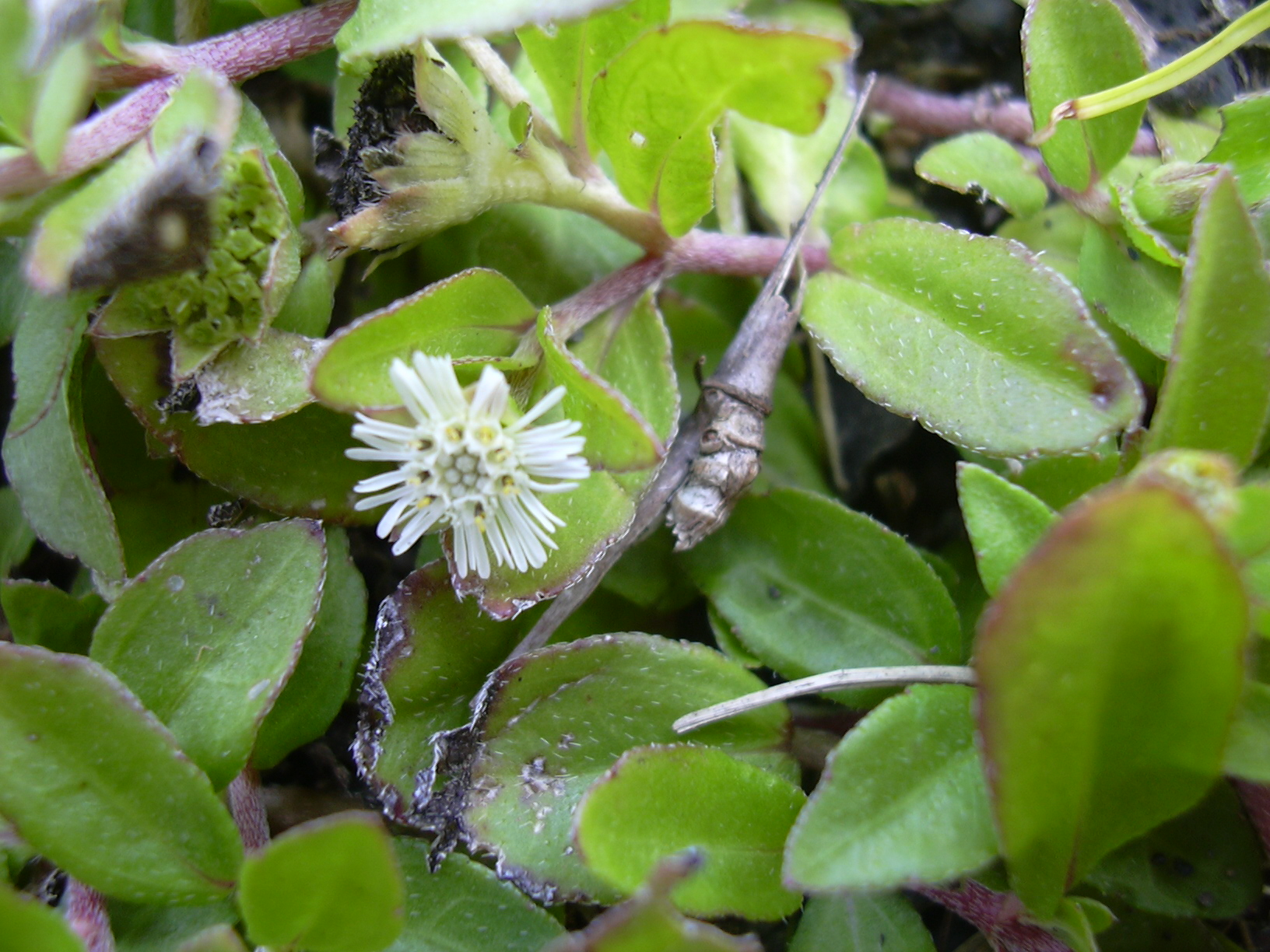
Cỏ nhọ nồi.
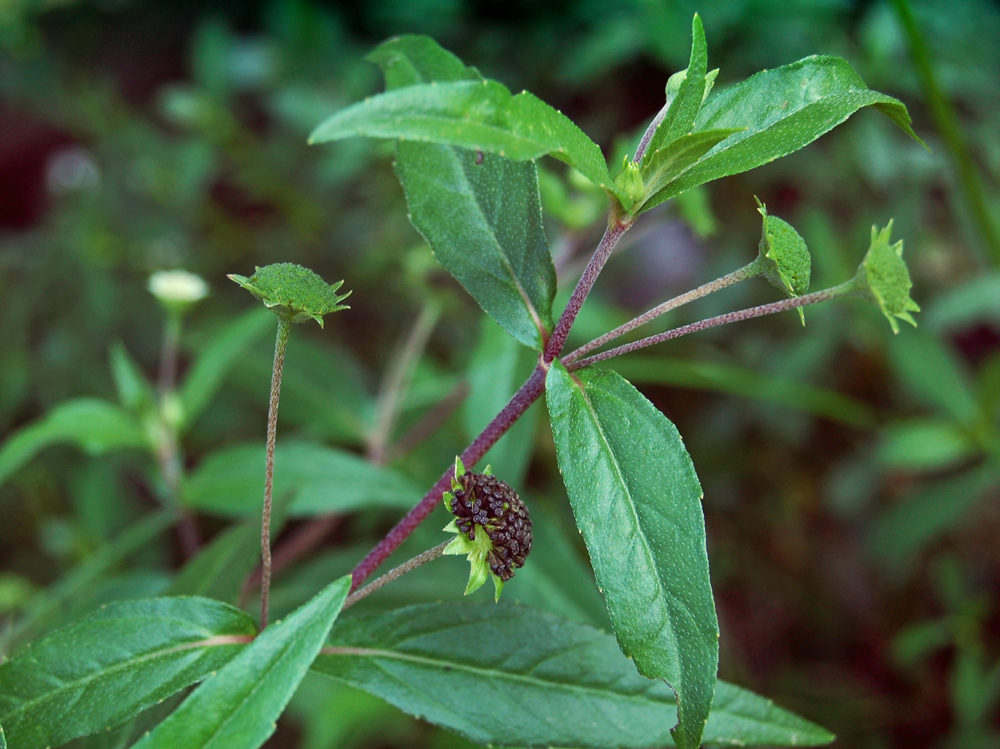
Cỏ nhọ nồi ở Bogor, Tây Java, Indonesia.
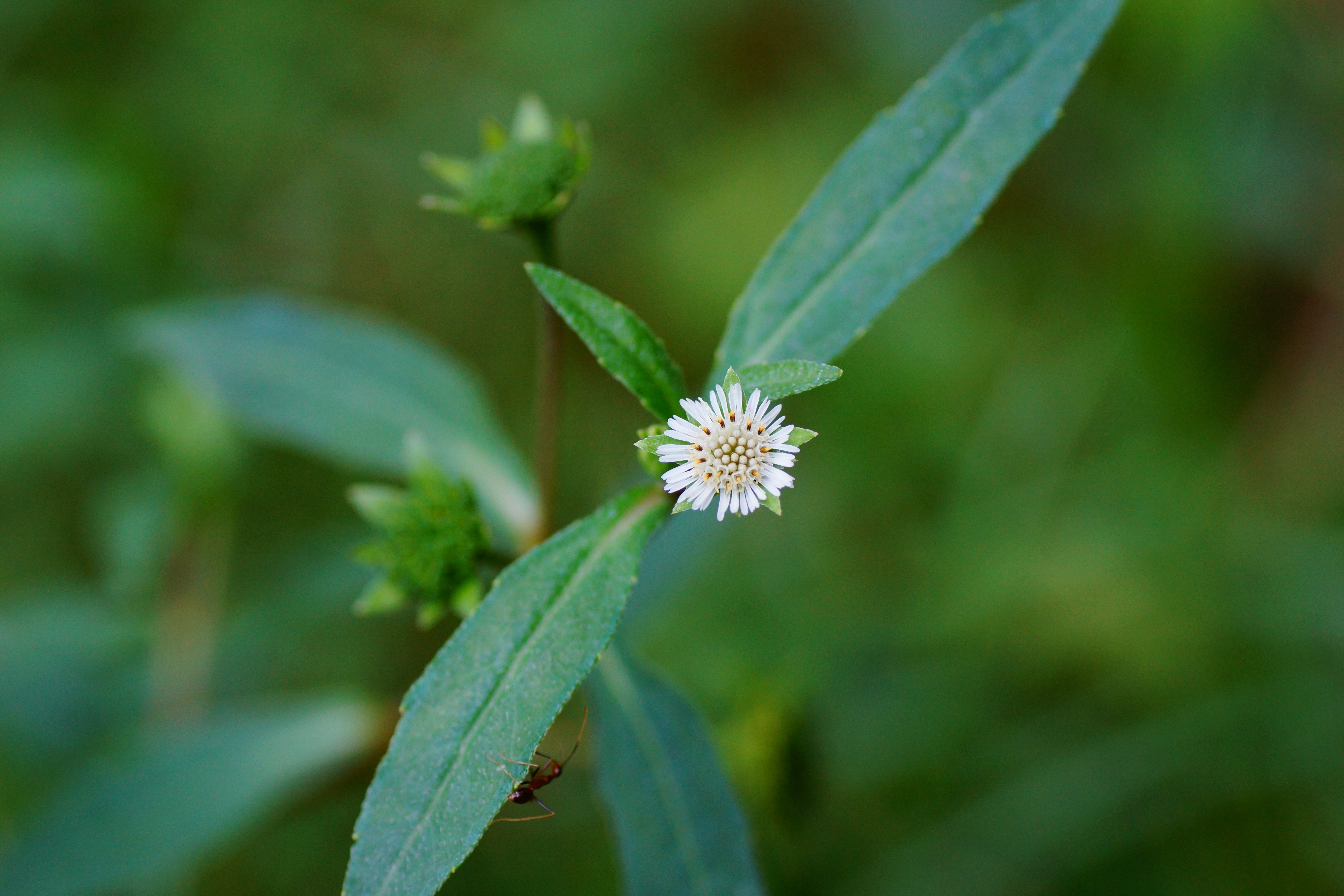
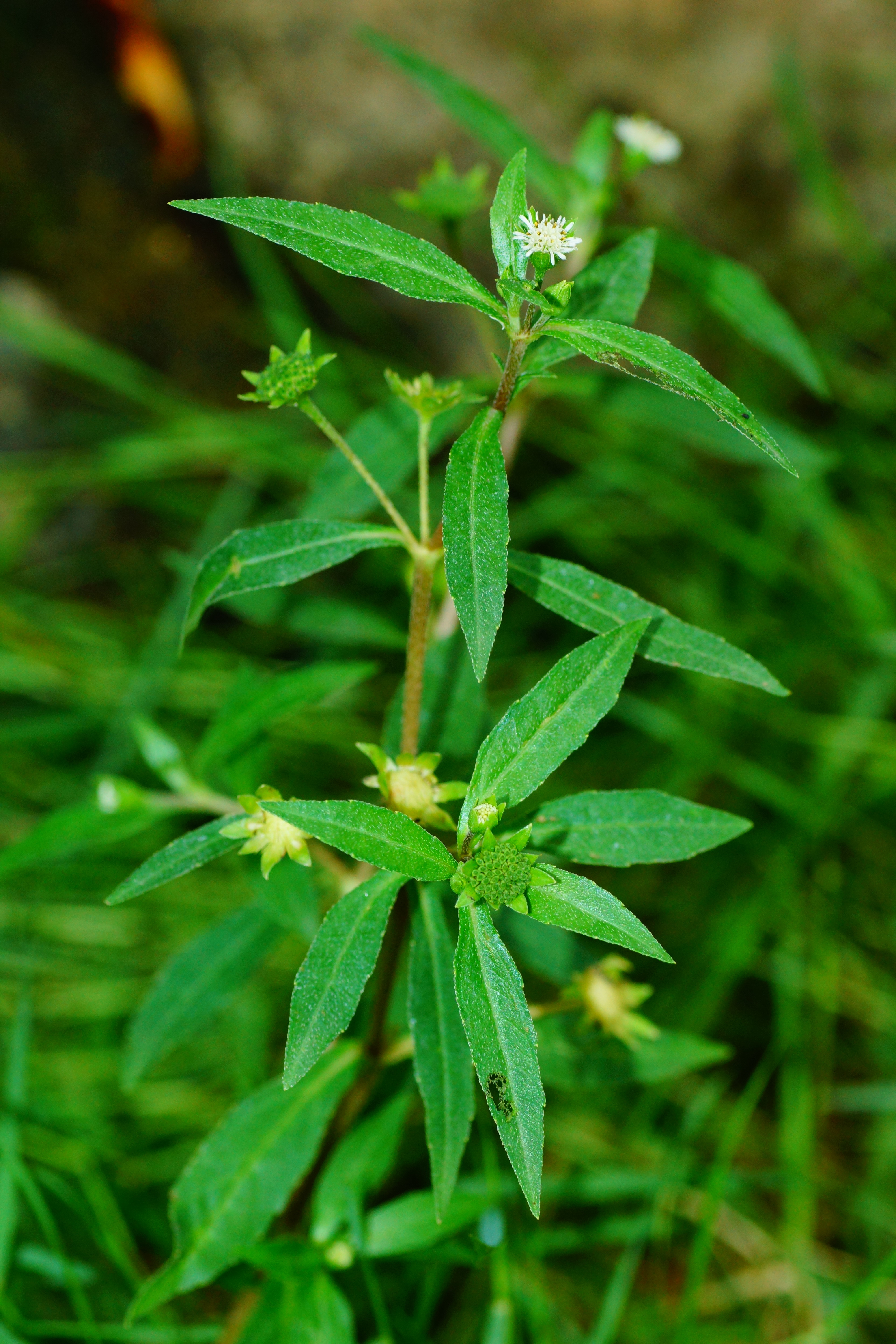
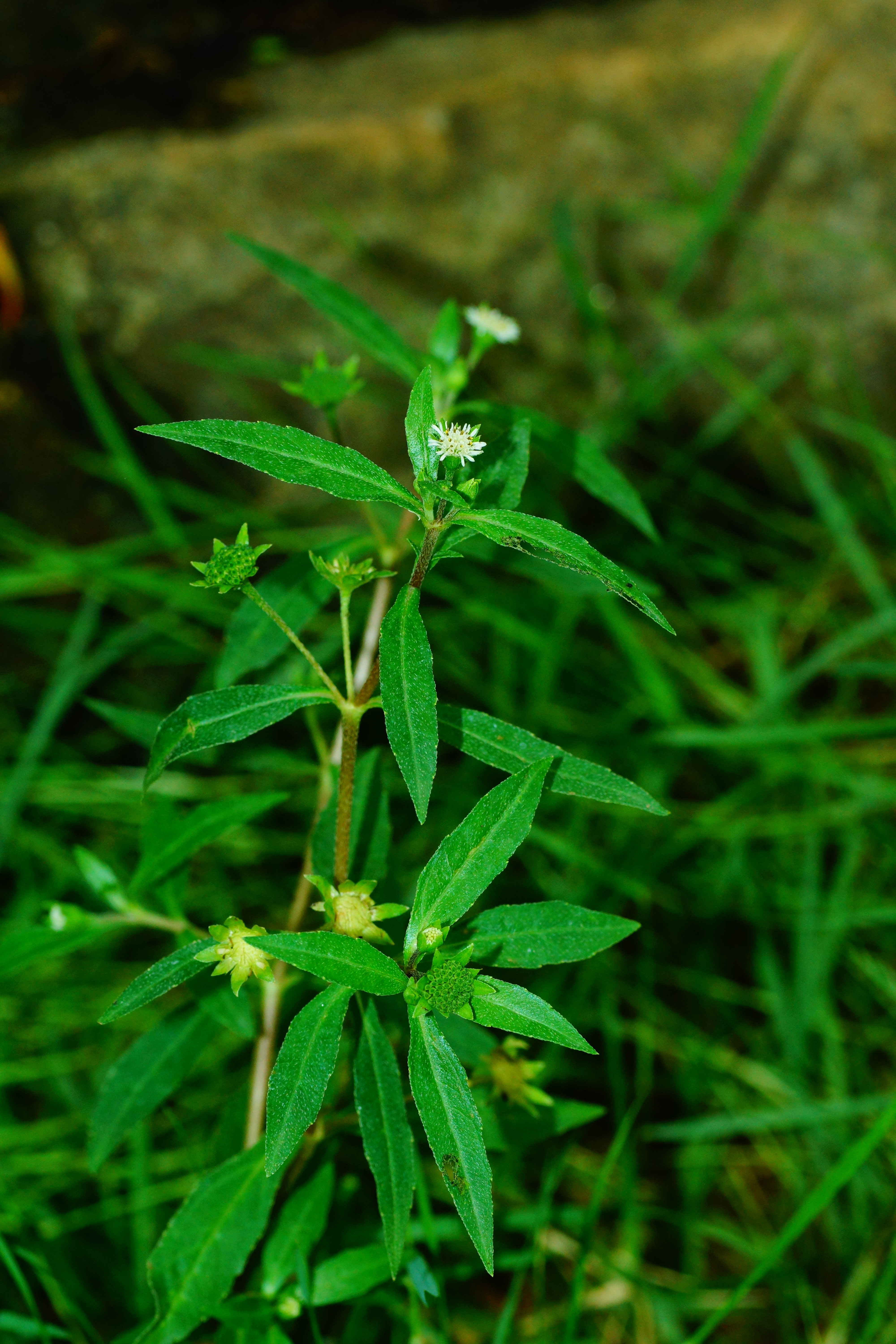
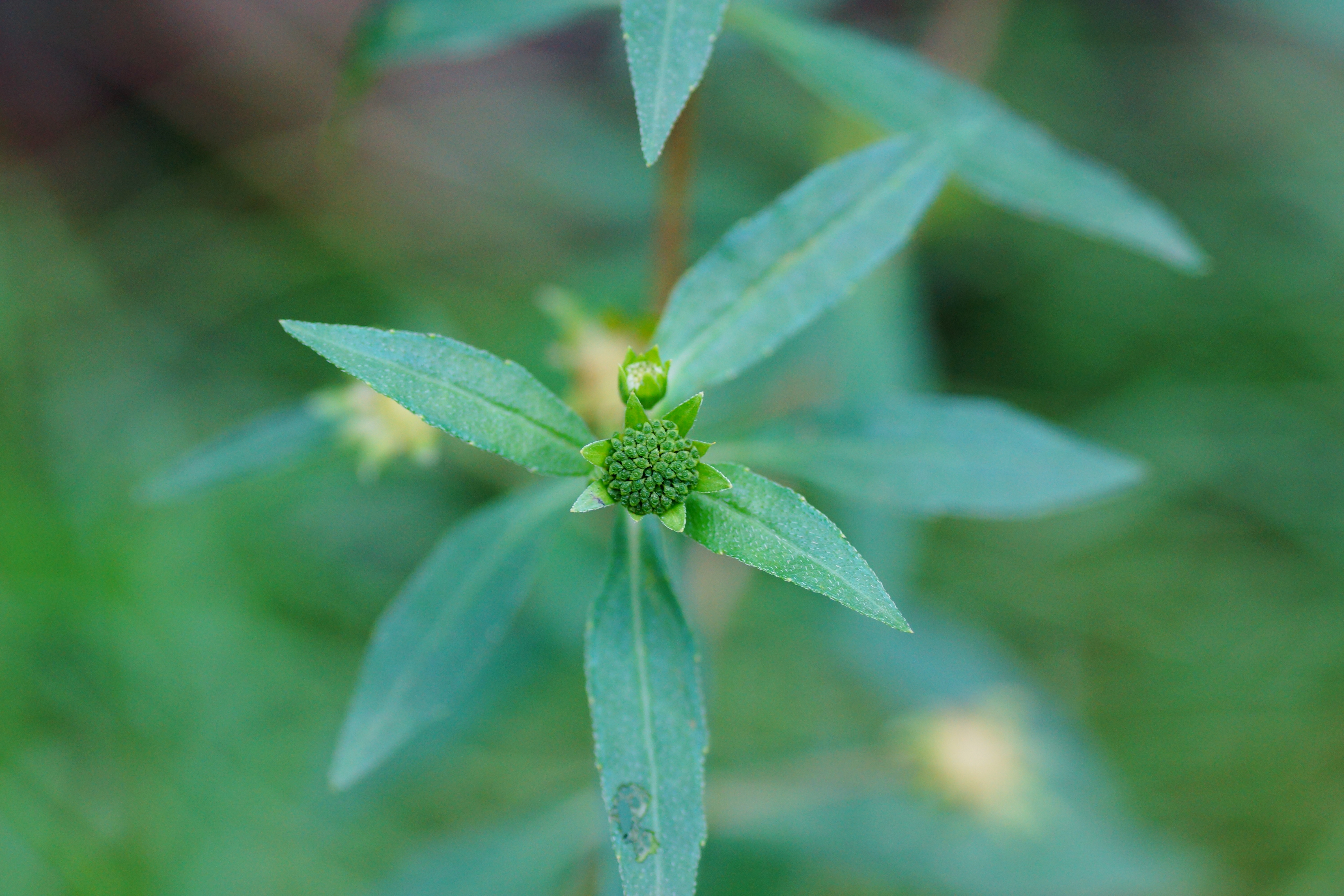
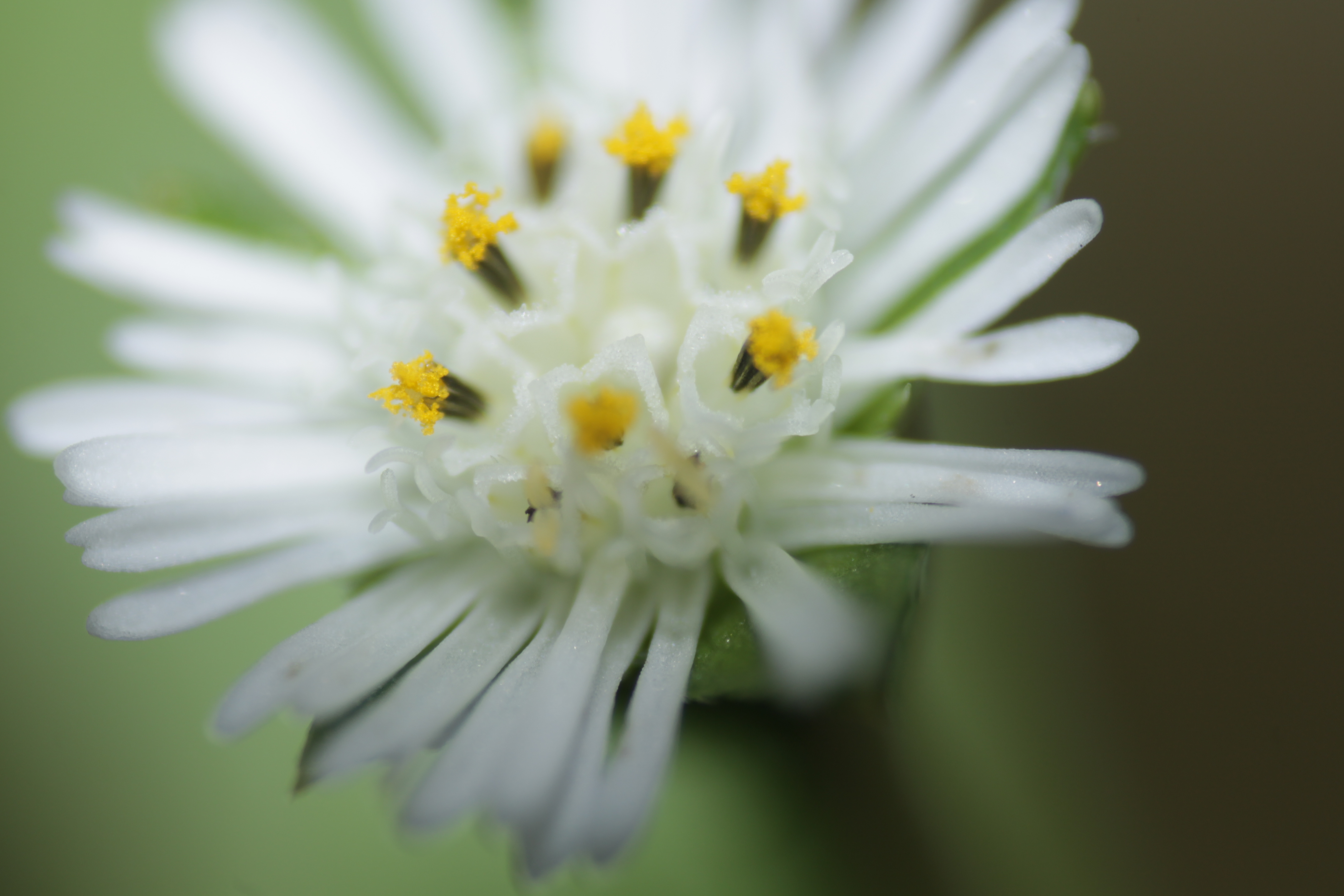
Hoa của Eclipta prostrata.
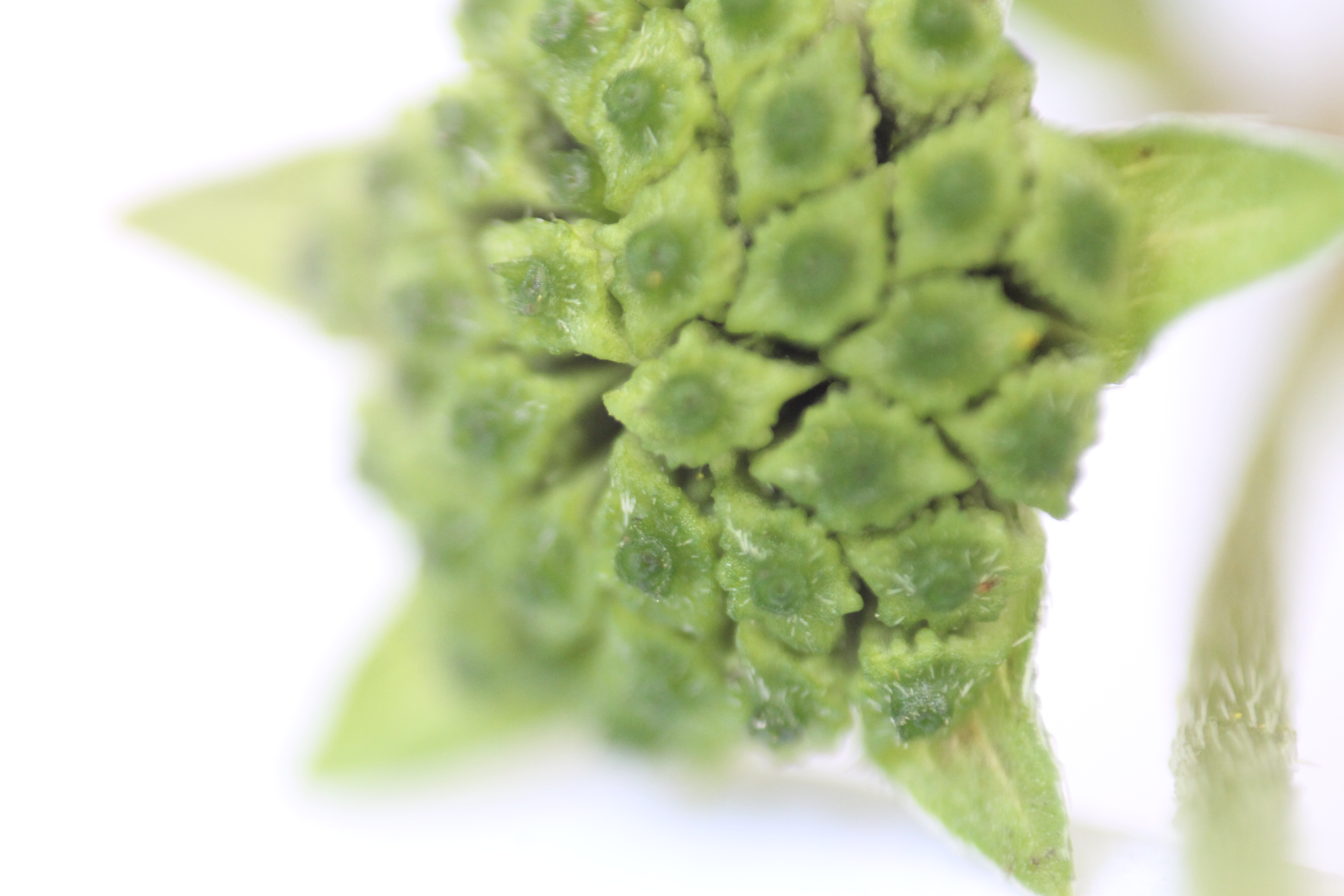
Hạt của Eclipta prostrata, cận cảnh.
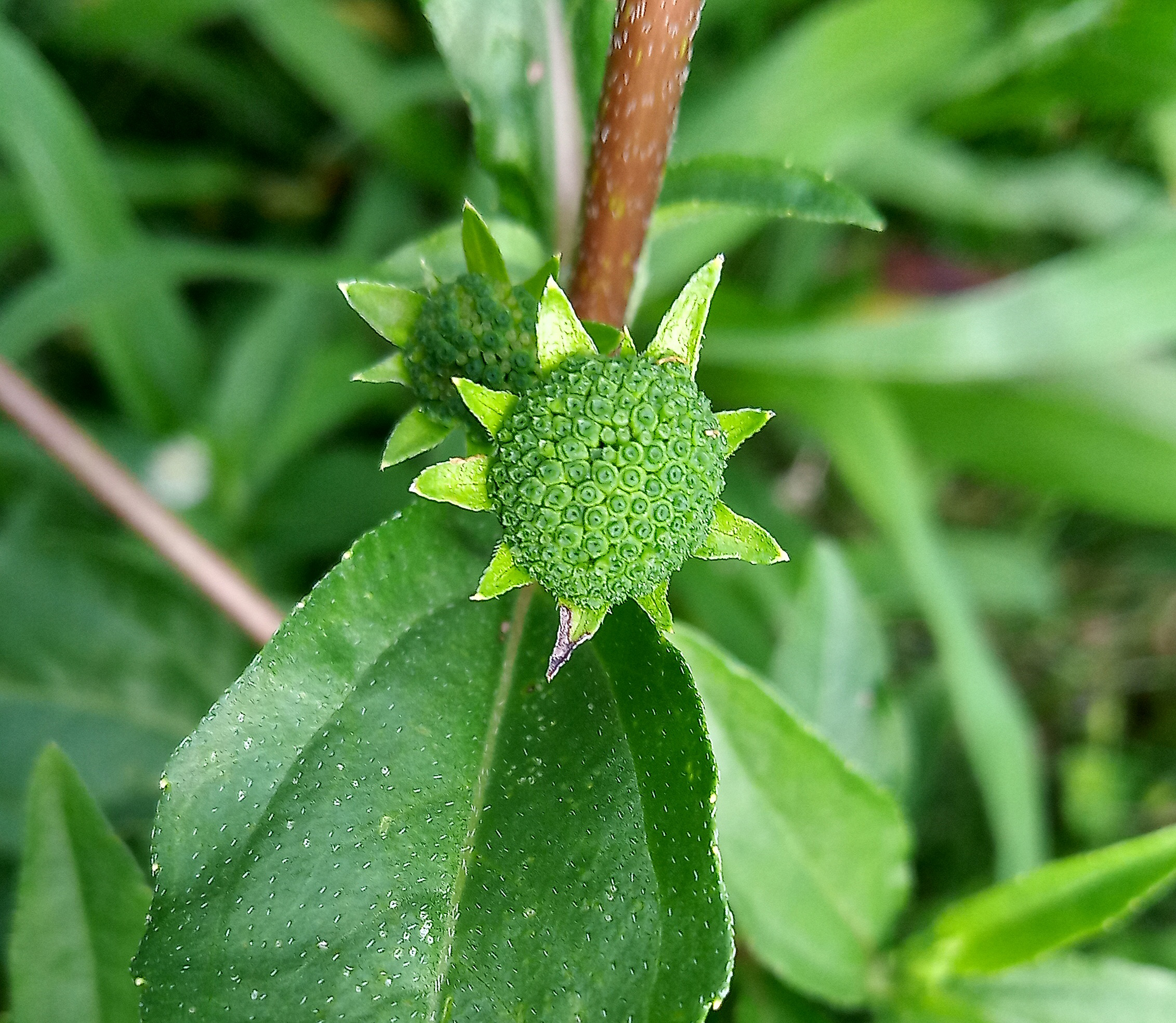
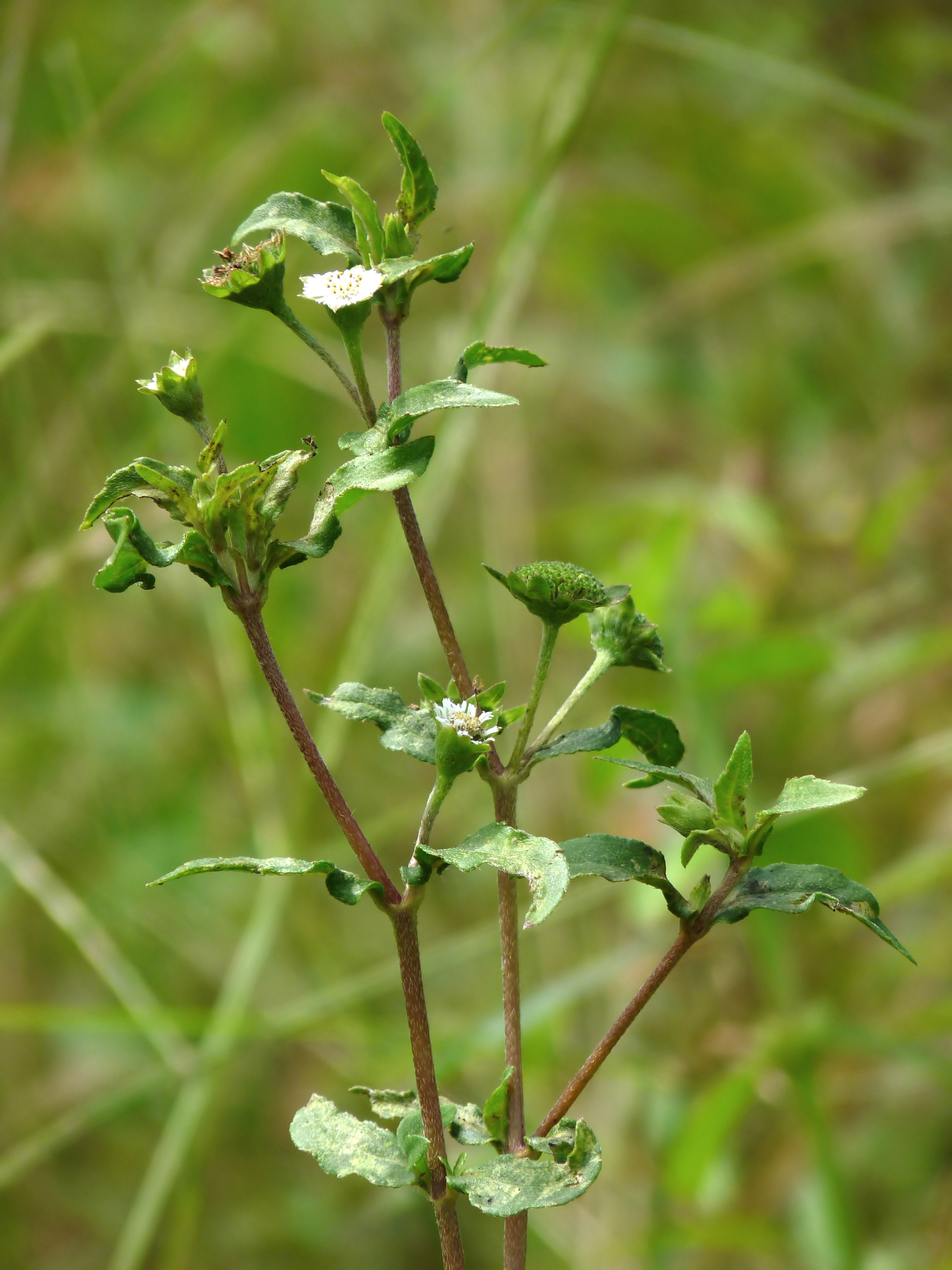
Hình chụp tại Kerala, Ấn Độ.